# Sonnet 7

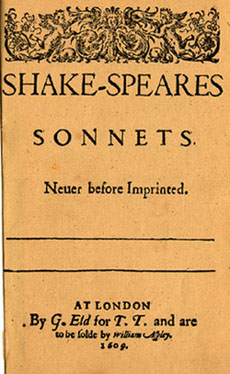
Sonnetten van Shakespeare, 1609

Sonnet 7 maakt deel uit van de sonnetten van Shakespeare die voor de eerste keer in 1609 werden gepubliceerd. Het is het zevende uit de reeks van 17 sonnetten van Shakespeare die in het Engels de procreation sonnets (letterlijk: voortplantingssonnetten) worden genoemd. Ze zijn geschreven voor een jongeman, en raden hem dringend aan snel te gaan trouwen en kinderen te krijgen, zodat hij zijn schoonheid kan doorgeven aan de volgende generatie. In Sonnet 7 vergelijkt de dichter de levensloop van een mens met de weg die de zon op een dag aflegt. Aanvankelijk is de zon nog jong en wordt door iedereen bewonderd, net als de jonge, krachtige man. Naarmate de man ouder wordt, heeft hij net als de zon alleen maar de nacht (de dood) in het vooruitzicht, en dan wordt ook hij vergeten. Om te vermijden dat iedereen hem vergeet, moet een man een zoon nalaten.

## Shakespeares tekst
| Sonnet 7 Lo, in the orient when the gracious light Lifts up his burning head, each under eye Doth homage to his new-appearing sight, Serving with looks his sacred majesty, And having climbed the steep-up heavenly hill, Resembling strong youth in his middle age, Yet mortal looks adore his beauty still, Attending on his golden pilgrimage. But when from highmost pitch, with weary car, Like feeble age, he reeleth from the day, The eyes, 'fore duteous, now converted are From his low tract, and look another way. So thou, thyself outgoing in thy noon, Unlooked on diest unless thou get a son. |

## Vertaling
Kijk toch hoe in 't Oosten dit goddelijk licht
Zijn brandend hoofd verheft, en ieder die dit ziet
Eer betoont aan dit nieuw gezicht,
Met ogen die respectvol opkijken naar deze heilige majesteit
Die na zijn steile hemelklim
Midden op zijn reis een sterke jongeling gelijkt,
Nog blijven sterfelijke blikken zijn schoonheid bewonderen,
En zijn getuige van zijn gouden pelgrimage;
Maar eens op het zenit de wagen vermoeid,
Als bij een zwakke ouderling, wegrolt van de dag,
Kijken de ogen, niet langer plichtsgetrouw,
Weg van dit lage traject.
Zo zal het jou ook vergaan, na je hoogtepunt:
Onopgemerkt sterf je, tenzij je zorgt voor een zoon.